# U-347
Unterseeboot 347 foi um submarino alemão do Tipo VIIC, pertencente a Kriegsmarine que atuou durante a Segunda Guerra Mundial.

## Comandantes
| Comandante           | Data                                     |
| -------------------- | ---------------------------------------- |
| Oblt. Johann de Buhr | 7 de julho de 1943 - 17 de julho de 1944 |

## Subordinação
Durante o seu tempo de serviço, esteve subordinado às seguintes flotilhas:
| Período                                      | Flotilha                                   |
| -------------------------------------------- | ------------------------------------------ |
| 7 de julho de 1943 - 28 de fevereiro de 1944 | 8. Unterseebootsflottille (treinamento)    |
| 1 de março de 1944 - 31 de maio de 1944      | 9. Unterseebootsflottille (serviço ativo)  |
| 1 de junho de 1944 - 17 de julho de 1944     | 11. Unterseebootsflottille (serviço ativo) |

## Operações conjuntas de ataque
O U-347 participou das seguinte operações de ataque combinado durante a sua carreira:
- Rudeltaktik Trutz (15 de maio de 1944 - 31 de maio de 1944)
- Rudeltaktik Grimm (31 de maio de 1944 - 6 de junho de 1944)
- Rudeltaktik Trutz (5 de julho de 1944 - 10 de julho de 1944)